# 류소영
류소영(1993년 1월 13일 ~ )은 2017 미스 대전 충남 미(美) 출신의 대한민국 모델이자 방송인이다. 종교는 개신교. 그녀의 주요 거주지는 대전과 서울이다. 신장은 166cm이고 체중은 51kg인 그녀는 필라테스와 자전거 타기와 피아노 연주에 취미가 있고 여행과 골프와 수영에 특기가 있다. 고교시절 IQ가 130에 달한다고 알려졌다.

## 주요 이력

### 수상 경력
- 2017년 미스코리아 대전 충남 미(美) - (참가 시절 참가 번호 24번.)

### 학력
- 숭실대학교 법학과 (11학번) (편입)
- 한양대학교 경영학부

### 기타 사안
- 신체 사이즈: 33-25-37